# Anne-Henri Des Gouttes
 (mai 2013).
Si vous disposez d'ouvrages ou d'articles de référence ou si vous connaissez des sites web de qualité traitant du thème abordé ici, merci de compléter l'article en donnant les références utiles à sa vérifiabilité et en les liant à la section « Notes et références ».
Anne-Henri, comte Des Gouttes, lieutenant de vaisseau, commandant de l'Éléphant, navigua pour le roi, de 1726 à 1732, entre la France et la Nouvelle-France. En 1726, il a à son bord M. Charles de Beauharnois et M. Louis Dupuy, administrateurs de la colonie, ayant aussi sous son escorte trois vaisseaux marchands de La Rochelle. L'année suivante le roi lui accorde une gratification de 4.000 livres et 1.500 en 1729. L'on signale sa présence à Lyon, le 11 mai 1730. En 1731, il charge à bord 121.326 livres de chanvre qui restaient dans les magasins de Québec, lors du départ du Héros. Il mourut commandant des gardes-marine à Rochefort. 

## Sources secondaires
- Edouard Zotique Massicotte, Régis Roy, Armorial du Canada Français, vol. 2, p. 58, éd. Beauchemin, 1918

### Articles externes
: Navires venus en Nouvelle-France 1726-1729